# جاكي مارتن
جاكي مارتن (بالإنجليزية: Jackie Martin)‏ (5 أغسطس 1914 - 1996) هو لاعب كرة قدم بريطاني (وحمل سابقاً جنسية المملكة المتحدة لبريطانيا العظمى وأيرلندا) في مركز مهاجم داخلي. لعب مع أستون فيلا.